# Požár v areálu firmy Hauk v Polici nad Metují
Dne 6. května 2020 v ranních hodinách došlo k požáru ve městě Police nad Metují v areálu firmy Hauk, zabývající se výrobou dílů pro automobilový průmysl, dovážející automobilové díly pro firmy Škoda Auto, Volkswagen, Audi nebo Seat. Prvotní odhad škody je 100 milionů korun.

## Průběh
O půl třetí ráno dne 6. května 2020 byl hlášen požár v areálu firmy Hauk v Polici nad Metují. Na místo se sjeli hasiči z celého okolí, zasahovaly zde například jednotky z Broumova, Velkého Poříčí, Žďáru nad Metují nebo Velkých Petrovic. Došlo k požáru ve výrobní a skladovací hale, hořelo na ploše kolem pěti tisíc metrů čtverečních. Hala, kde k požáru došlo, není dobře přístupná, hasiči se soustředili na ochranu okolních budov (např. barevny s množstvím nebezpečných chemikálií), až poté se mohli plně soustředit na samotný zásah. Kolem desáté hodiny ranní se začaly propadat stropy, což komplikovalo zásah hasičů. Oheň dostali hasiči pod kontrolu kolem 13. hodiny, tj. necelých devíti hodinách od vzniku požáru. Během požáru byl lehce zraněn jeden z dobrovolných hasičů. Plně uhašen byl požár až po 35 hodinách.

## Vyšetřování
V lednu 2021 vyšla zpráva, že policie vyloučila cizí zavinění nebo nedbalost, a proto byl případ odložen.

## Následky
Poškozeny byly stroje pro výrobu dílů určené pro Škoda Auto, mluvčí společnosti uvedla, že provoz společnosti to nijak neomezí.
Během oprav došlo ke zbourání historického průčelí továrny, které bylo nahrazena obkladovými deskami s celoplošným potiskem. Tato obměna nebyla místními kladně přijata a kritizovali zmizení ikonické budovy na příjezdu do města. 